# Set Sail to Mystery
Albums de The Vision Bleak
The Wolves Go Hunt Their Prey
(2007) -
Set sail to mystery est le quatrième album studio du groupe de horror metal ou encore dark metal allemand The Vision Bleak. L'album est sorti le 2 avril 2010 en Allemagne, le 5 avril 2010 dans le reste de l'Europe et le 4 mai 2010 en Amérique du Nord après que la plupart des enregistrements ont déjà été réalisés en été et automne de l'année précédente.
Une série de concerts soutenant le nouvel album commence le premier avril 2010 et mène le groupe à travers l'Europe avant que celui-ci participe à plusieurs festivals durant la période estivale. L'édition limitée de l'album contient un disque bonus avec de nouvelles chansons ainsi que des réarrangements de plusieurs chansons réguliers et une autre version limitée contient même un livre en format de 28 fois 28 centimètres avec 56 pages. Cette dernière édition est d'ailleurs limitée à mille copies.

## Concepts et sujets des chansons
La première chanson, A curse of the grandest kind, fait référence au drame Manfred de Lord Byron. Ensuite, la chanson Descend into maelstorm est décrite comme la chanson la plus rapide que le groupe ait faite jusqu'à maintenant et s'approche d'un style adopté par des groupes tels que Entombed, tandis que la chanson fait lyriquement référence à une œuvre d'Edgar Allan Poe. La chanson I dined with the swans est plutôt lente et simple et parle du tueur en série Peter Kürten, connu sous le nom du « Vampire de Düsseldorf ». La chanson A romance with the grave est la chanson la plus directe et énergique de l'album, le texte joue avec certains clichés autour des inspirations du groupe et se veut plutôt ironique.
La chanson The Outsider est influencée par la littérature de H. P. Lovecraft, une des inspirations majeures du groupe sur chaque album. La chanson en tant que telle est désignée d'être la chanson la plus facile à adapter, le hit de l'album, basé sur les anciennes œuvres du groupe. C'est alors cette chanson qui est la première à être officiellement publiée sur le site myspace du groupe et qui est envoyée à plusieurs magazines de musique. La chanson Mother Nothingness (The triumph of Ubbo Sathla) se base sur une histoire de Clark Ashton Smith, un poète, artisan et peintre américain, traitant le sujet du nihilisme. La chanson est très lente et s'approche du style du doom metal. La prochaine chanson, The foul within, parle d'une possession démoniaque et est musicalement très progressive. La dernière chanson est intitulée He who paints the black of night s'oriente légèrement au roman Le Portrait de Dorian Gray d'Oscar Wilde.

## Liste des titres
| No | Titre                                           | Durée |
| -- | ----------------------------------------------- | ----- |
| 1. | A curse of the grandest kind                    | 3:54  |
| 2. | Descend into maelstorm                          | 5:25  |
| 3. | I dined with the swans                          | 4:20  |
| 4. | A romance with the grave                        | 5:49  |
| 5. | The outsider                                    | 5:11  |
| 6. | Mother Nothingness (The triumph of Ubbo Sathla) | 8:11  |
| 7. | The foul within                                 | 5:59  |
| 8. | He who paints the black of night                | 5:53  |

### Disque bonus (édition limitée)
1. I dined with the swans (avec la participation de Niklas Kvarforth du groupe Shining)
2. By the misery of fate he was haunted (reprise du groupe Master Hammer)
3. Descemd into maelstorm (Version classique)
4. Mother Nothingness (Version classique)
5. The foul within (Version classique)
6. I dined with the swans (Version piano)
7. A farewell at sea (Version classique)